# Mario Thevis
Mario Thevis (* 15. Mai 1973 in Aachen) ist ein deutscher Chemiker, Sportwissenschaftler und Hochschullehrer.

## Leben
Nach dem 1992 in Stolberg bestandenen Abitur studierte Thevis von 1992 bis 1997 Chemie an der Rheinisch-Westfälischen Technischen Hochschule Aachen sowie von 1993 bis 1998 Sportwissenschaft an der Deutschen Sporthochschule Köln (DSHS). 2001 schloss er seine Doktorarbeit im Fach Biochemie ab und weilte anschließend zu einem Forschungsaufenthalt an der University of California, Los Angeles in den Vereinigten Staaten. 2004 legte Thevis seine Habilitation vor, 2006 trat er an der Deutschen Sporthochschule Köln die Professur für präventive Dopingforschung an. Er ist Mitglied der Expertengruppe zur Weiterentwicklung der Verbotsliste der Welt-Anti-Doping-Agentur (WADA).
2009 legte er ein Nachweisverfahren für das Medikament S107 vor, das im Sport auch als Dopingmittel verwendet werden kann. Bezüglich des Kampfes gegen das Doping äußerte Thevis 2012: „Dass wir den Sport gänzlich vom Doping befreien, halte ich für eine Illusion, aber die Schlupflöcher werden durch die ständig besser werdenden Kontrollmöglichkeiten immer kleiner“.
2010 übernahm Thevis das Amt des Chefredakteurs der Fachzeitschrift „Testing & Analysis“. 2017 wurde er an der Deutschen Sporthochschule in Nachfolge von Wilhelm Schänzer Leiter des Instituts für Biochemie. Im Dezember 2018 wurde ihm der nordrhein-westfälische Landespreis „Sport und Wissenschaft“ in der Kategorie „Lebenswissenschaften“ verliehen.
Zu Thevis’ Forschungsschwerpunkten gehört die Entwicklung neuer Nachweisverfahren für die Dopinganalytik.